# Farg'ona (stad)
Farg'ona (ook bekend als Parhona, Fergana of Farghana; Russisch: Фергана) is een stad in het oosten van Oezbekistan en het bestuurlijk centrum van de provincie (vilayat) Fargʻona. De stad ligt aan de zuidelijke grens van de Vallei van Fergana, in het zuiden van Centraal-Azië. De stad ligt op ongeveer 420 kilometer ten oosten van de hoofdstad Tasjkent en ongeveer 75 kilometer ten westen van de stad Andizan.

## Geschiedenis
Farg'ona was lange tijd een klein dorpje. Kort na de Russische verovering van het Kanaat van Kokand, liet de Russische generaal Michail Skobelev hier echter een garnizoen plaatsen en stichtte er zo een nieuwe plaats met de naam Novy Margelan ("Nieuw Margelan") om het te onderscheiden van de iets noordwestelijker gelegen oude stad Margelan (nu Margilan). De plaats speelde een beduidende rol in 'The Great Game tussen het Britse en Russische Rijk. Na de dood van Skobelev, die tevens de eerste militaire gouverneur van de Vallei van Fergana was, werd de stad in 1910 ter ere van hem hernoemd tot Skobelev. In 1924, toen de bolsjewieken de Russische Burgeroorlog grotendeels hadden gewonnen in Midden-Azië, werd de stad hernoemd naar Fergana, naar de oblast (provincie) waarvan de plaats het bestuurlijk centrum vormde. Onder sovjetbestuur werd van 1939 tot 1940 door ruim 160.000 leden van kolchozen het 345 kilometer lange Grote Ferganakanaal, dat door het noordelijk deel van de stad loopt, (grootdeels met de hand) gegraven.

## Economie en transport
In 1908 werd een olieraffinaderij bij de stad gebouwd, waarop de stad uitgroeide tot een belangrijk centrum voor de petrochemie. In de decennia daarna volgden meer raffinaderijen en werden pijpleidingen aangelegd, waardoor ook aardgas vanuit het westen van Oezbekistan naar de vallei wordt getransporteerd, waar het wordt verwerkt tot kunstmest. Het Grote Ferganakanaal maakte het mogelijk dat de textielproductie in de vallei sterk kon worden opgevoerd en de stad heeft dan ook enige textielindustrie.
De stad heeft wegverbindingen met de grote steden in de buurt en heeft een eigen luchthaven.

## Onderwijs, cultuur, architectuur en bezienswaardigheden
Er bevinden zich een aantal hogescholen, een streekmuseum (met natuurlijke geschiedenis, foto's en handwerken) en een theater in de stad.
De stad wordt gekenmerkt door brede boulevards, die worden geflankeerd door bomenrijen met veel platanen, eiken en witte robinia's en door haar 19e-eeuwse blauwgekleurde tsaristische koloniale huizen die volgens sommigen gelijkenis vertonen met het aanzicht van Tasjkent voordat het werd getroffen door de aardbeving en de moderniseringsgolf. De stad is echter meer bekend om haar vele breedopgezette groenparken, die de stad met name in het voorjaar de uitstraling van een weelderige tuin geven.
In de stad wonen vergeleken met andere steden in de Ferganavallei relatief veel Russen, Koreanen (Korjo-saram) en Wolga-Tataren. De dominante taal in de stad is nog altijd het Russisch en de stad straalt nog altijd de periode van de Sovjet-Unie uit van voor de onafhankelijkheid van Oezbekistan. Er bevindt zich een mengelmoes van Oezbeekse en westerse cultuur met moderne restaurants, bars en nachtclubs en bazaars, en winkels waar handwerken en kunstwerken kunnen worden gekocht.
| Jaar                  | 1979    | 1989    | 1999     |
| --------------------- | ------- | ------- | -------- |
| Inwoners              | 175.794 | 200.373 | 182.800* |
| * schatting van de VN |         |         |          |

## Geboren
- Rafael Noeritdinov (1977), wielrenner
- Sergej Lagoetin (1981), wielrenner